# Coro de Jóvenes de Madrid
El Coro de Jóvenes de Madrid es una agrupación coral mixta amateur con sede en Madrid. Fue fundada en junio de 2014 y constituida como asociación juvenil sin ánimo de lucro en diciembre de ese mismo año. 
Se trata de un coro juvenil, integrado por aproximadamente 80 componentes procedentes en su mayoría de Madrid, así como de otras partes de España.
En su corta trayectoria, ha obtenido diversos premios nacionales e internacionales, logrando ser en la actualidad uno de los coros juveniles de referencia en España y con mayor proyección europea.

## Historia

### Creación
En junio de 2014, la aún dirección artística del Coro de Jóvenes de la Comunidad de Madrid junto con gran parte de sus integrantes, toman la decisión de crear una nueva entidad, ligada a una asociación juvenil que le permita sostenerse en el tiempo y contribuir a la difusión cultural coral en la ciudad de Madrid y en el resto de España.
Así, emprenden bajo la nueva denominación e imagen “Coro de Jóvenes de Madrid”, una gira inaugural en la que visitan San Sebastián, Barcelona, París, Berlín y Waldfischbach para participar en el 10th Usedom International-Youth Chamber Choir Meeting, en la isla alemana de Usedom. Tras esto, en diciembre de 2014 queda registrada la Asociación Juvenil Coro de Jóvenes de Madrid, dando así comienzo formalmente al proyecto del Coro de Jóvenes de Madrid.

### Eventos relevantes
Dentro de su trayectoria, cabe destacar la organización por parte de la entidad como parte de su labor cultural en el ámbito madrileño del I Festival Internacional de Coros de Niños y Jóvenes de Madrid, en el que participan 17 coros nacionales e internacionales conformados por 650 voces, siendo el primer festival de estas características puesto en marcha en la ciudad de Madrid.
De igual forma, pese a su carácter esencialmente musical, el Coro desarrolló un trabajo de interpretación teatral en el montaje “Medea”, de Andrés Lima, participando en la representación del mismo en el 61 Festival Internacional de Teatro Clásico de Mérida.
También ha colaborado en 2 ocasiones con el Ayuntamiento de Madrid en su programación navideña, dentro del programa “Música en los Mercados”, actuando en cada uno de ellos durante la campaña navideña.

### Colaboraciones artísticas

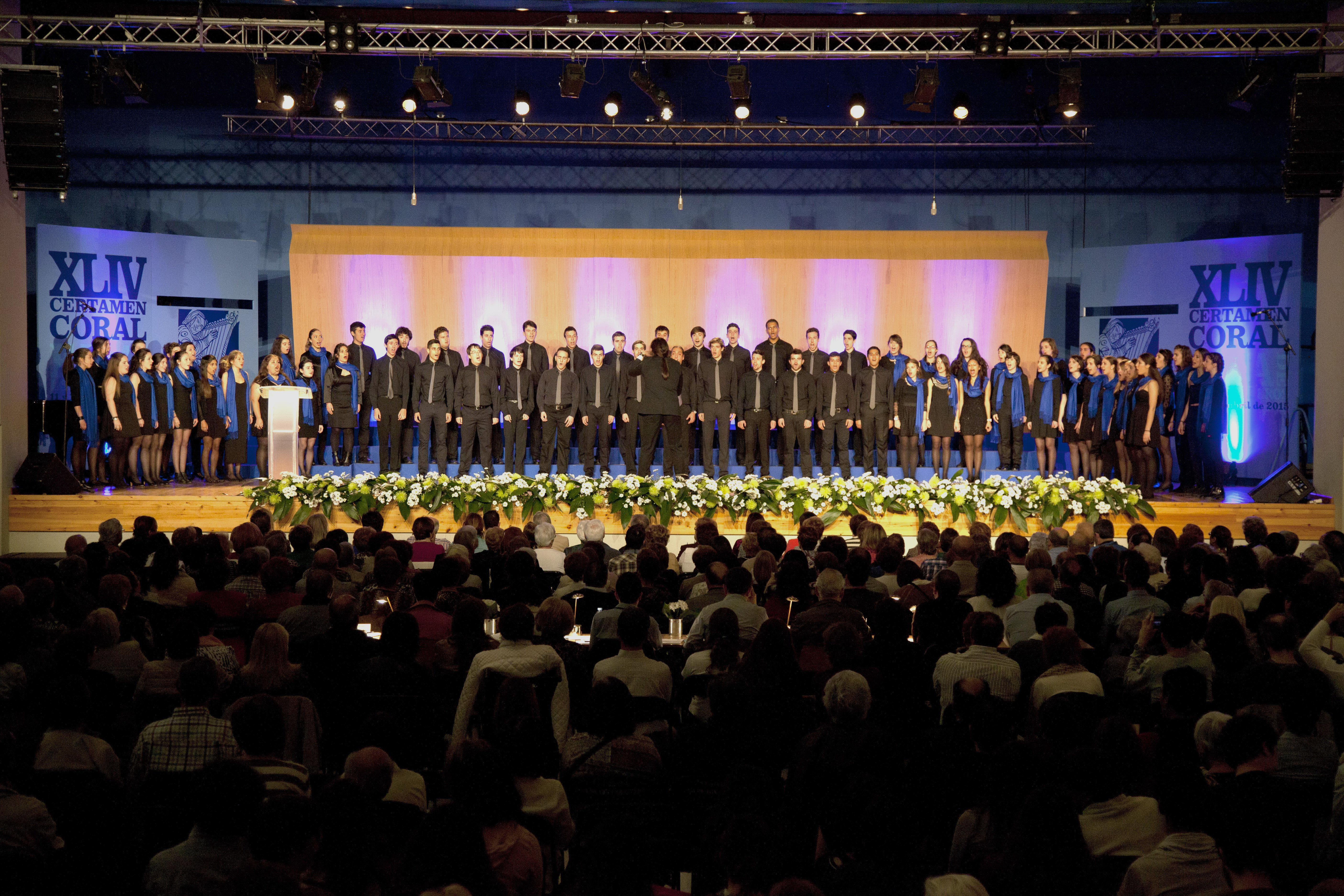
Actuación del Coro de Jóvenes de Madrid en el XLIV Certamen Coral de Ejea de los Caballeros

A lo largo de sus compromisos artísticos, el Coro ha trabajado con artistas y agrupaciones de los más diversos ámbitos musicales:
- Urša Lah, en el 10th Usedom International-Youth Chamber Choir Meeting.
- Kjetil Aamann, en el 10th Usedom International-Youth Chamber Choir Meeting.
- Andrés Lima, en el montaje de “Medea” dentro del proyecto “Teatro de la Ciudad”.
- Basilio Astulez, en el XIX EUROPA CANTAT (Pécs).
- Karmina Šilec, en el XIX EUROPA CANTAT (Pécs).
- Compañía Nacional de Teatro Clásico, en la reinauguración del Teatro de la Comedia.
- David Bustamante, en el programa de televisión “El Hormiguero”.[8]
- Coro de Voces Graves de Madrid, en los conciertos “Un Juguete, Una Ilusión”, entre otras.[9][10]
- Íñigo Pirfano y A Kiss for All The World, en la interpretación de la 9ª Sinfonía de Beethoven en el Teatro Real de Madrid.[11]
- Ainhoa Arteta, en la interpretación de la 9ª Sinfonía de Beethoven en el Teatro Real de Madrid.[12]
- José Antonio Sainz Alfaro, ensayando bajo su dirección en la sede del Orfeón Donostiarra.
- Philippine Madrigal Singers, en concierto compartido en el 22º Choralies Festival.
- Coro Juvenil Africano, en concierto compartido en el 22º Choralies Festival.
- Denis Meier, en el taller “Requiem de Duruflé” en el 22º Choralies Festival.
- Jonathan Velasco, en el taller “Música contemporánea a Capella” en el 22º Choralies Festival.
- Eric Whitacre, en ensayo abierto en el 11º Simposio Mundial de la Música Coral de Barcelona.
- El rey león (musical), en la celebración del Fiesta de la Música 2019.[13]
- Fangoria, en su disco "Extrapolaciones Y Dos Respuestas 2001-2019".[14]
- Isabel Pantoja, en su concierto en el Wizink Center (Palacio de Deportes de la Comunidad de Madrid).[15]

### Apariciones mediáticas
- 2015
  - El hormiguero (Antena 3)
- 2016
  - Las mañanas de RNE (RNE)
- 2017
  - Estudio 206 (Radio Clásica)[16]
  - El hormiguero (Antena 3)[17]
  - Viva la vida (programa de televisión) (Telecinco)[18]
- 2019
  - España directo (La 1)[19]
- 2020
  - Idol Kids (Telecinco)[20]

## Proyectos y actuaciones destacadas
- 2014
  - 10th Usedom International-Youth Chamber Choir Meeting
  - Concierto “Un Juguete, Una Ilusión” en el Teatro Monumental de Madrid.
- 2015 
  - XLIV Certamen Coral de Ejea de los Caballeros[21]
  - “Medea”, en el 61 Festival Internacional de Teatro Clásico de Mérida
  - Actuación en el pabellón de España de la Expo de Milán.[22]
  - XIX EUROPA CANTAT (Pécs)
  - Reinauguración del Teatro de la Comedia de Madrid
  - Don Juan Tenorio de Alcalá de Henares[23]
  - Concierto “Un Juguete, Una Ilusión” en el Teatro Monumental de Madrid.
- 2016
  - 9ª Sinfonía de Beethoven en el Teatro Real de Madrid[24]
  - IV Encuentro Coral Nacional Infantil y Juvenil Ciudad de León[25]
  - XXI Primaveras Musicales Pejinas de Laredo (Cantabria)[26]
  - Festival Agrupacoros Madrid en el Teatro del Bosque (Móstoles)
  - 62.º Certamen Internacional de Habaneras y Polifonía de Torrevieja
  - 22º Choralies Festival (Vaison-la-Romaine, Francia)
  - 38.º Certamen Nacional de Nanas y Villancicos “Villa de Rojales”
- 2017
  - “Concierto por un mundo mejor” en beneficio de UNICEF en el Auditorio Nacional de Música de Madrid[27]
  - 8º Festival Internacional “Musica Eterna Roma”[28]
  - 11º Simposio Mundial de la Música Coral de Barcelona: Concierto de Clausura en la Sagrada Familia[29]
- 2018
  - Cabalgata de Reyes de Madrid[30]
  - Festival Europeo de los Coros de Jóvenes (Europäisches Jugendchorfestival, EJCF)[31]
  - LI Certamen de la Canción Marinera de San Vicente de la Barquera.
  - XX EUROPA CANTAT (Tallin)
  - D'arte - Festival das Artes de Cantanhede[32]
  - 9ª Sinfonía de Beethoven en el Auditorio Miguel Delibes de Valladolid
- 2019
  - Cabalgata de Reyes de Madrid[33]
  - Baezafest 2019[34]
  - 65º Certamen Internacional de Habaneras y Polifonía de Torrevieja
  - 23º Choralies Festival (Vaison-la-Romaine, Francia)
  - XXXVI Otoño Polifónico Arandino[35]
  - "El arriba y el abajo", recorrido musical en el Museo Thyssen-Bornemisza[36]
  - XXI Gran Premio Nacional de Canto Coral[37]
- 2020
  - Concierto en el Wizink Center (Palacio de Deportes de la Comunidad de Madrid) junto a Isabel Pantoja
  - 66.º Certamen Internacional de Habaneras y Polifonía de Torrevieja[38]
  - Inauguración del Belén Municipal del Ayuntamiento de Madrid[39]
- 2021
  - Ciclo musical "Notas de Primavera" en Los Molinos[40]
  - Día Internacional de los Museos 2021 en la Real Academia de Bellas Artes de San Fernando[41]
  - Baezafest 2021[42]
  - Concierto en la Sala de Cámara del Auditorio Nacional de Música acompañando a Dúa de Pel[43]
  - XXIII Jornadas Internacionales de Música Coral de Astillero y Guarnizo[44]
  - 52.º Certamen Coral Internacional de Tolosa[45]
  - XL Jornadas Internacionales de Canto Coral en Aragón (Borja)[46]
  - FestyVocal 2021[47]
  - Reconocimientos de la Guardia Civil en la lucha contra la violencia de la mujer[48]
  - Premios solidarios del seguro 2021[49]
  - Encendido de la iluminación navideña de Madrid[50]
- 2022
  - Cabalgata de Reyes de Madrid[51]
  - XXII Gran Premio Nacional de Canto Coral en San Vicente de la Barquera
  - 57 Festival Internacional de Canto Coral de Barcelona y concierto de clausura en el Palacio de la Música Catalana
  - 42 Festival Internacional de Cant Coral Catalunya Centre en Puigreig
  - 24º Choralies Festival

## Premios y galardones

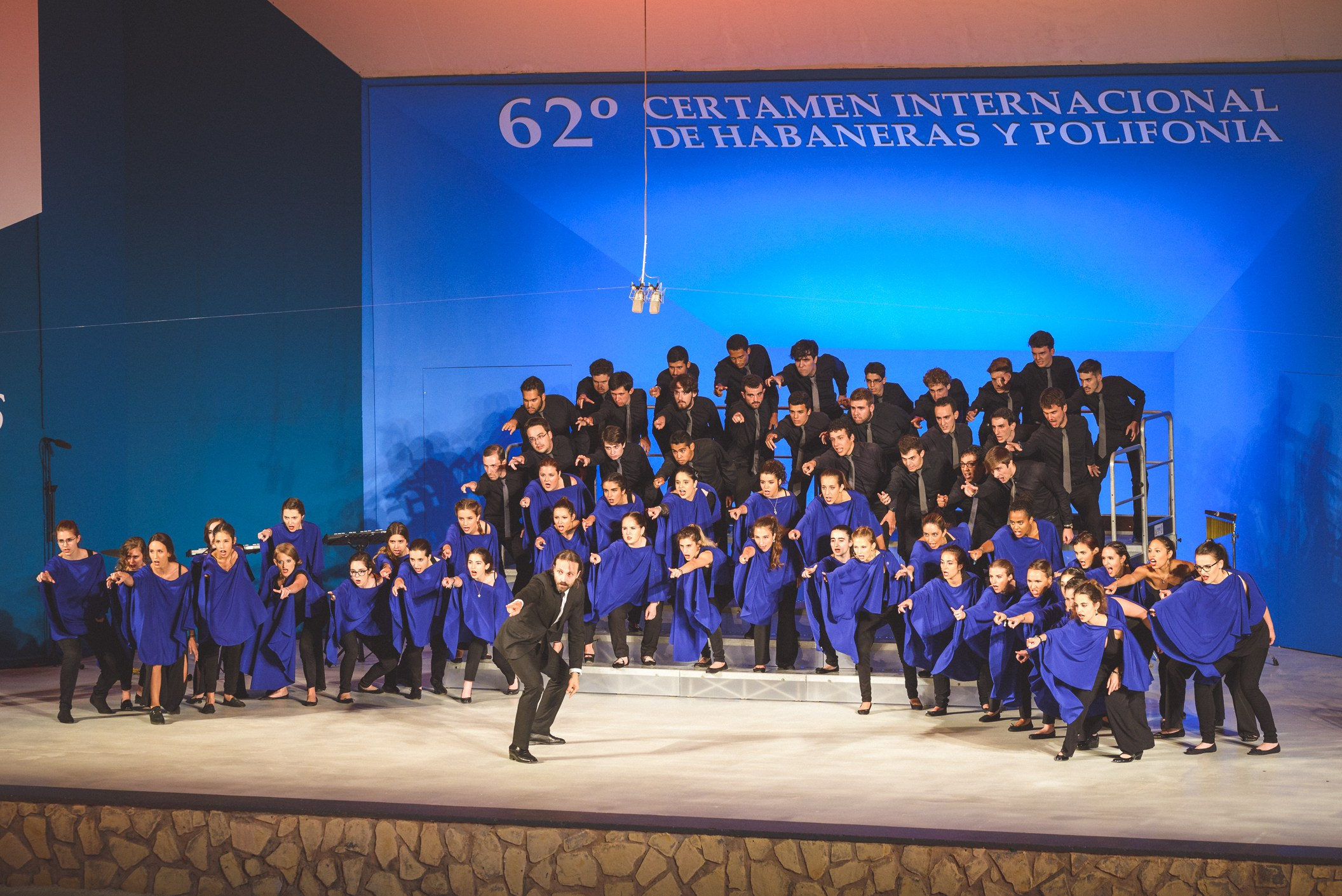
El Coro, durante su actuación en el 62º Certamen Internacional de Habaneras y Polifonía de Torrevieja

- 2015 - 2º Premio del Jurado y Premio del Público en el XLIV Certamen Coral de Ejea de los Caballeros.[52]
- 2016 - Premio del Público en el 62.º Certamen Internacional de Habaneras y Polifonía de Torrevieja.[53]
- 2016 - 1º Premio del Jurado en el 38.º Certamen Nacional de Nanas y Villancicos “Villa de Rojales”.[54]
- 2017 - 1º Premio del Jurado en categoría de “Música Sacra” y Diploma de Oro en categorías de “Góspel” y “Coro Mixto” en el 8º Festival Internacional “Musica Eterna Roma” 2017.
- 2018 - 1º Premio del Jurado "Lira Marina de Oro", premio a la mejor interpretación de una obra barquereña y Premio Especial del Público en el LI Certamen de la Canción Marinera de San Vicente de la Barquera.[55]
- 2019 - Premio del Público y Premio Nacional en el 65º Certamen Internacional de Habaneras y Polifonía de Torrevieja.[56]
- 2021 - Diploma de Oro en la categoría de "Coro Mixto" y 3º Premio en el Grand Prix en el World Peace Choral Festival 2021 Online.[57]
- 2021 - Premio del Público, Premio a la mejor interpretación de una obra vasca, 2º Premio del Jurado en la categoría de "Folklore" y 3º Premio del Jurado en la categoría de "Polifonía" en la 52.ª edición del Certamen Coral Internacional de Tolosa.[58]
- 2022 - Primer Premio en el XXII Gran Premio Nacional de Canto Coral.[59]
- 2022 - Primer premio de la categoría "con mascarilla" en el II Concurs Internacional de vídeos corals de la FCEC

## Dirección artística
Juan Pablo de Juan dirige al Coro de Jóvenes de Madrid, tras años al frente del Coro de Jóvenes de la Comunidad de Madrid, germen del actual proyecto con el que pretende continuar la progresión y éxitos del anterior. En paralelo, dirige al Coro de Voces Graves de Madrid GGC, una de las agrupaciones corales más reconocidas del panorama musical español, y forma parte desde el 2000 del Coro de RTVE, del que fue su director titular desde enero a septiembre de 2019.
Durante su carrera, ha recibido diversos premios, a destacar el Premio al Mejor Director Revelación en 2010 en el Certamen International May Choir Competition “Georgi Dimitrov” en Varna (Bulgaria), premio “José Hódar Talavera” a la mejor dirección en el LX Certamen Internacional de Habaneras y Polifonía de Torrevieja de 2014, o los premios a la “Mejor Dirección” en el 38.º Certamen Nacional de Nanas y Villancicos Villa de Rojales, así como en el 8.º Festival Internacional “Música Eterna Roma”.
Ha participado como jurado en las ediciones 2016 y 2017 del programa de televisión “AcapelA”, ha sido presidente del Jurado en el 63.º Certamen Internacional de Habaneras y Polifonía de Torrevieja, y fue profesor titular del Departamento de Coro de la Escuela Superior de Música Reina Sofía durante el curso 2016-2017 .